# Notturno op. 62 n. 1 (Chopin)
Il Notturno op. 62 n. 1 in Si maggiore è una composizione di Fryderyk Chopin scritta nel 1846.

## Storia
Chopin disse apertamente di aver composto i due Notturni dell'op. 62 soltanto verso la metà di novembre 1846, ma poiché le due opere furono pubblicate da Wessel, Brandus e Breitkopf & Härtel entro quello stesso mese, è evidente che la stesura dei brani dovesse risalire ai mesi precedenti, molto probabilmente finiti dal compositore durante l'estate passata a Nohant nella residenza di campagna di George Sand.
Gli ultimi Notturni, op. 55, erano stati scritti nel 1843 e pubblicati l'anno successivo. Il primo abbozzo di queste due nuove composizioni doveva aver avuto luogo per lo meno verso l'inizio del 1845, infatti quando durante i mesi estivi di quell'anno Auguste Leo, amico del compositore, e Julius Stern gli domandarono dei brani per la casa editrice Stern & Co., Chopin rispose di avere già tre Mazurche e due Notturni. Dall'editore Stern furono pubblicate solo le tre mazurche op. 59 mentre per i due notturni dell'op.62 il musicista curò personalmente l'edizione l'anno seguente, probabilmente dopo averli ulteriormente perfezionati.
Sulla prima pagina autografa delle due composizioni, inviate all'editore Breitkopf & Härtel, vi è una dedica cancellata con accuratezza dal musicista che evidentemente ebbe un ripensamento apponendo successivamente il nome di R. de Könneritz, sua allieva.

## Analisi

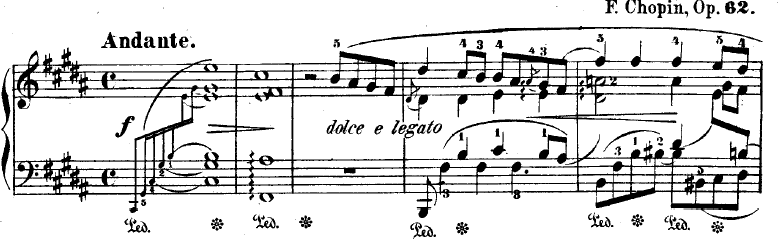
Battute iniziali del Notturno in Si maggiore

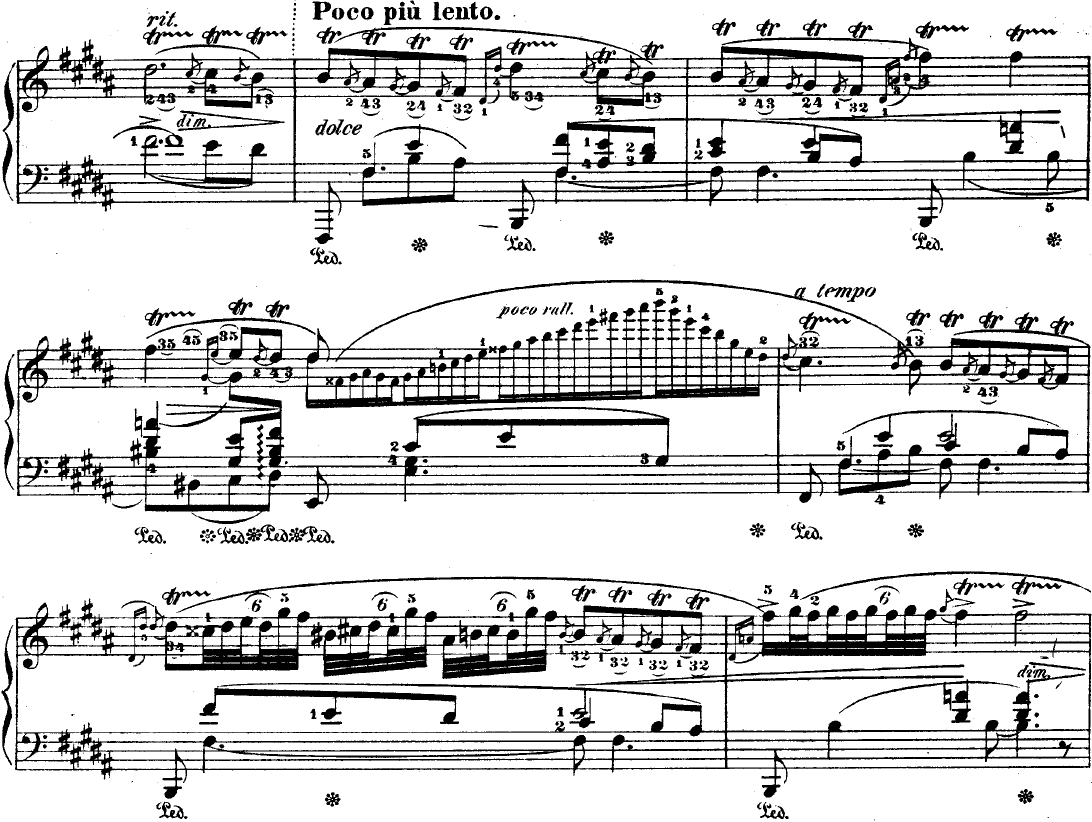
Sequenza di abbellimenti nella sezione centrale del Notturno

Il primo notturno dell'op. 62 è fra i meno eseguiti dai concertisti, probabilmente per il carattere poco appariscente della partitura che non presenta una sezione intermedia incisiva e d'impatto come in altri Notturni, è infatti una pagina ricca di grande intimità e atmosfera; anche la lunga sequenza di trilli non ha uno scopo virtuosistico, ma è introdotta dall'autore con un'esclusiva funzione timbrica.
Il Notturno in Si maggiore ha la struttura consueta ABA' e presenta l'indicazione Andante, si apre con due battute di attesa: un arpeggio suonato forte seguito da un accordo. La prima parte, a sua volta divisa in tre sezioni, prende quindi avvio con una melodia cantabile e sostenuta da un accompagnamento contrappuntistico di spessore; segue la seconda parte costituita da arabeschi della mano destra mentre la sinistra presenta un movimento sincopato. La cantabilità viene interrotta improvvisamente alla ventiseiesima misura da un velocissimo arpeggio di 42 note che lascia poi la parte alla riproposta della melodia dolce e cantabile dell'inizio.
Il Sostenuto, che costituisce la sezione centrale del Notturno, è costituito da una melodia di ampio respiro accompagnata dalla mano sinistra che, con successive sincopi unite a una mobilità tonale, crea una sensazione di suggestiva instabilità armonica. A poco a poco la musica si quieta con un Poco più lento e viene ripresa la melodia arricchita da una straordinaria serie di trilli che si susseguono per diverse battute, intercalata da un abbellimento di trenta notine in scala ascendente per oltre due ottave, per essere ancora riproposti, più e più volte, fino ad arrivare alla lunga coda che ripropone i delicati arabeschi sostenuti dal movimento sincopato della sezione precedente; la musica va quindi poco a poco attenuandosi fino a spegnersi.